# Zwarte Getijdenboek

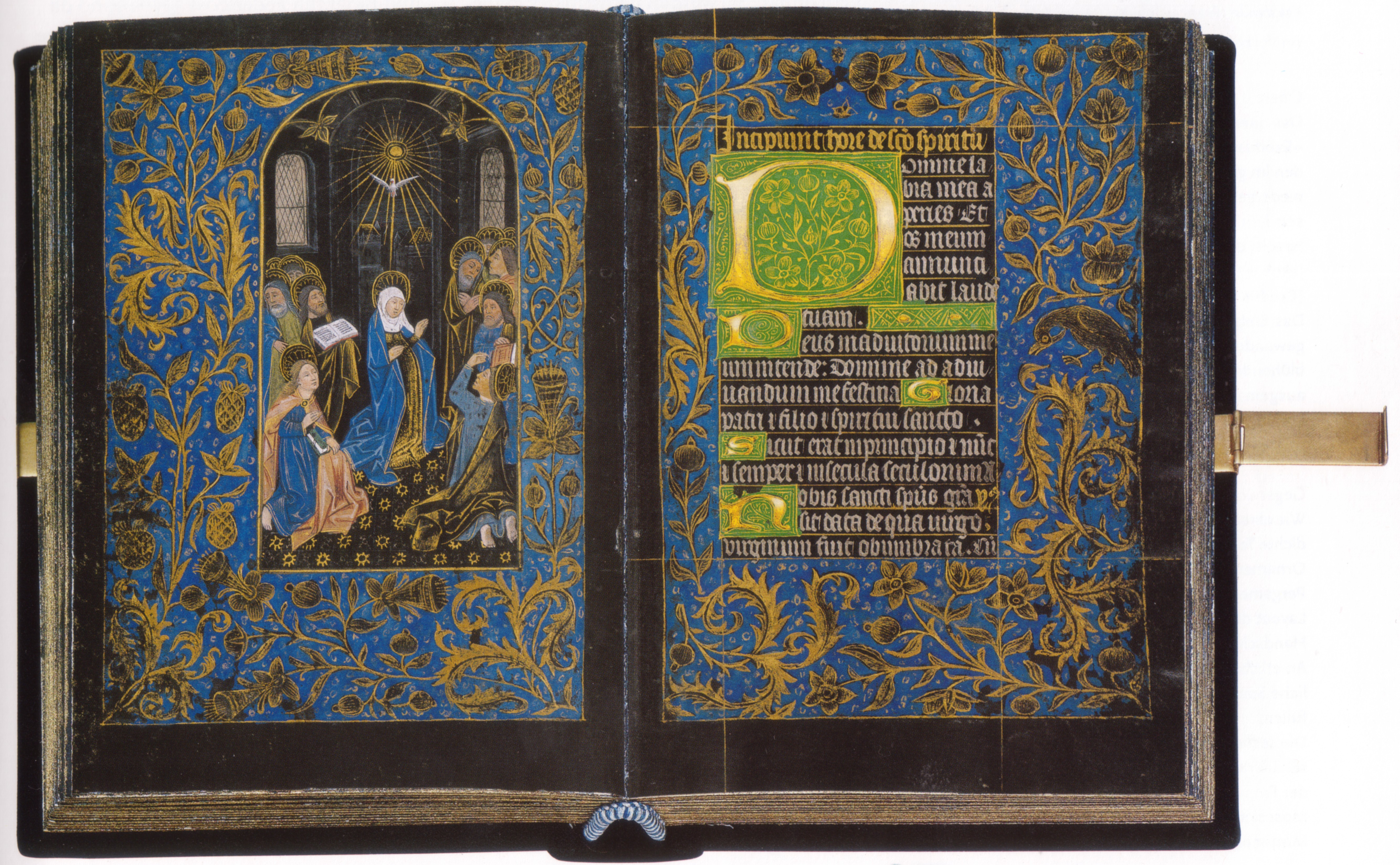
Zwarte getijdenboek (folia 18v/19r)

Het Zwarte Getijdenboek is een getijdenboek gemaakt in Brugge omstreeks 1475. Het wordt zo genoemd omdat de folia van het handschrift zwart gekleurd zijn. Het werd verlucht door een verluchter uit de kring van Willem Vrelant of zijn atelier. Het wordt bewaard in New York in de Pierpont Morgan Library als M. 493.

## Het zwarte getijdenboek
Het zwarte getijdenboek is een van de zeven bewaarde handschriften op zwart perkament. Van dit type manuscript werden alleen exemplaren teruggevonden die uit Vlaamse ateliers afkomstig zijn en die gemaakt werden in de late 15e eeuw. Om het perkament van de codices zwart te kleuren werden ze met roet of met een ijzer-koper oplossing gekleurd. De tekst werd met goud- en zilverinkt of met loodwit geschreven. Ook voor de miniaturen werd gebruikgemaakt van goud- en zilverinkt. Deze handschriften waren, door het omstandige productieproces en de gebruikte materialen, zeer kostbaar. Men kan ze vergelijken met de purperhandschriften uit de antieke tijd en uit de Karolingische renaissance, destijds gereserveerd voor de keizer. Deze handschriften waren uiteraard slechts betaalbaar door hoge personages. De meeste van de bekende exemplaren waren bestemd voor het Bourgondische hof: ‘Het zwarte gebedenboek van Karel de Stoute’, het ‘Getijdenboek van Maria van Bourgondië’, het ‘Zwarte getijdenboek van Galeazzo Maria Sforza’, en het ‘Dansboekje van Margaretha van Oostenrijk’. Het Bourgondische hof had trouwens een affiniteit met het plechtige zwart dat zo mooi contrasteerde met goud en zilver, ook in kleding en luxe objecten.
Het exemplaar van de Pierpont Morgan Library meet 170 × 120 mm. Het telt 121 folio's met 14 volblad miniaturen, 138 gedecoreerde marges, 14 grote initialen en talloze kleine versierde initialen. Een geluk was dat het gemaakt was uit relatief dik perkament zodat de zwarting met de ijzer-koper oplossing het perkament niet chemisch aangetast heeft. Hierdoor is het uitzonderlijk goed bewaard en tot op heden heeft men het kunnen conserveren als codex. Andere ‘zwarte handschriften’ moesten uit de boekband verwijderd worden om de folio's te bewaren tussen acrylplaten zoals bijvoorbeeld het ‘Zwarte gebedenboek van Galeazzo Maria Sforza’ in Wenen.
Bijzonder aan dit getijdenboek is dat alle marges een blauwe achtergrond kregen. De zwarte kleur is dus beperkt tot het tekst blok en de bladranden buiten de marges. Voor de margeversiering werd uitsluitend goudinkt gebruikt, met zwarte schaduwen. Ook al werd er geen kleur gebruikt geeft dit procedé in een kleurrijke indruk aan de pagina’s. De initialen in bladgoud op een groene achtergrond hebben een fleuronné decoratie. Ook voor de miniaturen wordt veel goud gebruikt naast vale kleuren. Het geheel geeft een luxueuze prachtige indruk.

## De opdrachtgever
De opdrachtgever is onbekend, maar is waarschijnlijk te situeren aan het Bourgondische hof ten tijde van Karel de Stoute.

## De miniaturist
Op basis van de structuur van de gezichten, wordt dit werk toegeschreven aan de kring rondom Willem Vrelant.

## Facsimile-uitgave
- Schwarzes Stundenbuch. Faksimile-Ausgabe von Pierpont Morgan Library, New York, M. 493, Faksimile Verlag Luzern, Luzern, 2001